# Hedvig Charlotta Nordenflycht
Hedvig Charlotta Nordenflycht (28. november 1718 i Stockholm - 28. juni 1763 sammesteds) var en svensk digterinde. 
Da hun var 13 år, flyttede faderen ud på en gård i Vestmanland, og allerede da begyndte hun sine første digteriske forsøg. Hun stiftede bekendtskab med en ung forvokset mekaniker, der fremhævede oplysningstidens etiske krav over for hendes religiøse tvivl og underviste hende under de første famlende forsøg. Faderen døde 1734; på sin dødsseng udtalte han ønsket om, at de to skulle gifte sig, og forlovelsen med denne svækling satte den unge digterinde på mange prøvelser, indtil han døde 3 år efter. Familien flyttede imidlertid tilbage til Stockholm, og der modtog hun undervisning i fransk af den digterisk begavede præst Jacob Fabricius, som vakte nye følelser hos hende. 1741 hjemførte han hende som sin hustru til Karlskrona, men 7 måneder efter døde han. 
Sorgen over dette tab indgav fru Nordenflycht (efter da gældende skik antog hun igen sin families adelige navn) lyst til at samle og udgive mandens arbejder Amaranther (1744), og samtidig ledtes hun tillige til at sysle med sine egne digtninge, og allerede 1743 blev den første samling udgivet: Den sörjande Turturdufvan af "en medlidsam åhörare" (hendes fætter Carl Klingenberg), og denne påkaldte straks samtidens opmærksomhed, fordi den på en for datiden næsten ukendt måde tolkede personlige følelser. Det var sorgen og erindringen om det lykkelige samliv, som lod hende digte om den bestandige længsel imod graven. Men sygelighed tvang hende til atter at søge tilbage til Stockholm, og fra nu af viede hun sig udelukkende til digtningen, og samtidig fik hendes poesier et mere grublende præg. 
Hun henvendte sig til sin samtids store udenlandske tænkere Fontenelle, Gessner, Haller, Holberg og flere. Henvendelsen til Holberg og muligvis hans svar har hun gengivet i et af digtene i første del af Qwinligt tankespel. Af en Herdinna i Norden (I—IV 1744, 1745, 1747, 1750; I oversattes på dansk 1746). De digte, som hun gav plads i denne samling, betegner formelt intet fremskridt fra samtidens; men de behandler de problemer, som sysselsatte datidens filosoffer. 1751 brændte fru Nordenflychts hus, og for at råde bod på sin nød måtte hun henvende sig til rigsdagen, og der bevilgedes hende 600 daler årlig i digtergage. 
1753 blev fru Nordenflycht midtpunktet for en kreds litterater, Tankebyggarorden kaldet, som tog fransk digtning til mønster for deres egne poesier; i de forsøg, dette selskab udgav, indtager hendes poesi og prosa den første plads, de er ikke blot tænksomme, men tillige fuldendte i formen. Under indflydelse af fransk smag digtede hun episke digte, men ikke altid med held, for eksempel Forsök till Caroliade, hvor allegorien spiller for stor en rolle. Fri for alle mangler er derimod hendes mod Rousseau rettede digt Fruntimrets försvar, som roligt og smukt taler for kvindens ret. En religiøs ode (Till försynen) hører også til det ypperste af hendes digtning; bag hendes tvivl åbenbarer sig virkelig religiøs følelse som udtryk for den harmoni, hvortil hun er nået. 1761 stiftede hun bekendtskab med en litterat Johan Fischerström, som vakte stærke følelser; digte fra hendes sidste leveår og navnlig Hildur till Adill skildrer elskovens og jalousiens lidenskab. 
Fru Nordenflycht indtager en ejendommelig stilling i Sveriges litteraturhistorie. På en tid, da landets kvinder holdt sig fjernt fra udæskning af verdens dom og (med én undtagelse, fru Brenner) fra litteraturen, fulgte hun sit hjertes tilskyndelser og digtede under indtryk af de sindsrørelser, som bevægede hende, og dristede sig tillige til at hævde sin og kvindens ret til selvudvikling. Hendes betydning for datiden var så gennemgribende, at vor tid ikke tør overse hendes navn. Hennes skrifter udkom samlet: Utvalda arbeten (ved Fischerström 1774; ny udgave 1781), Samlade Skrifter (ved Pehr Hanselli, 1852); 1859 besørgedes i Berlin Ausgewählte Dichtungen ved friherre Ferdinand Otto von Nordenflycht.